# Països Baixos al Festival de la Cançó d'Eurovisió 2012
| Edició                   | 2012                   |
| Televisio(ns) implicades | TROS                   |
| Nom de la preselecció    | Nationaal Songfestival |
| Dates                    | 26 de febrer de 2012.  |
| Format                   | Festival obert         |
| Presentadors             | Jan Smit               |
| Nombre de participants   | 6                      |

La TROS vol apostar aquest cop per recuperar la preselecció oberta neerlandesa, anomenada Nationaal Songfestival.

## Organització
La participació és oberta, sense restriccions. El dia 5 de gener de 2012, la TROS va donar a conèixer tant els sis artistes com les seves corresponents cançons, seleccionats entre les més de 450 propostes rebudes fins al 30 de setembre de 2011. El Nationaal Songfestival serà produït per Talpa Productions, la productora del creador de la fórmula dels famosos realities "Big Brother", John de Mol. La final està prevista pel 26 de febrer de 2012.

## Candidats
Els sis candidats anunciats per la TROS són:
- Tim Douwsa - Undercover lover
- Kim De Boer - Children of the world
- Ivan Peroti - Take me as I am
- Raffaella - Chocolatte
- Joan Franka - You and me
- Pearl Jozefzoon - We can overcome